# Мунье, Жан Жозеф
Жан Жозе́ф Мунье́ (фр. Jean-Joseph Mounier; 12 ноября 1758, Гренобль — 28 января 1806, Париж) — французский юрист и политический деятель, депутат Национального собрания.

## Биография
Мунье родился в Гренобле (Изер) 12 ноября 1758 года. Он изучал право, а в 1783 году получил место судьи в Гренобле. Принимал участие в борьбе между местным парламентом и судом в 1788 году и способствовал созыву Генеральных штатов Дофине в Визиле (20 июля 1788 года), которые в канун революции создали огромный ажиотаж. Мунье был секретарём этой ассамблеи и подготовил кагеры (записные книги) жалоб и просьб, представленные королю Франции. Получив таким образом известность, Мунье был единогласно избран депутатом от третьего сословия в Генеральные штаты 1789 года.
Там и в Национальной конституционной ассамблее он был сначала сторонником новых идей, высказываясь в пользу объединения третьего сословия с двумя привилегированными сословиями. Мунье поддержал знаменитую клятву в зале для игры в мяч, выступил с требованием вернуть пост Неккеру и играл заметную роль в подготовке Декларации прав человека. 28 сентября 1789 года Мунье был избран председателем ассамблеи.
Однако в то же время он разошёлся с левым большинством Национального собрания, возглавляемым Барнавом и Ламетом. В сентябре 1789 года левые провалили два предложения Мунье: о введении двухпалатного парламента и об абсолютном вето короля (было утверждено ограничивающее). После похода парижской бедноты на Версаль Мунье сложил депутатские полномочия и вернулся в Дофине, а в 1790 году эмигрировал в Швейцарию.
После установления Консулата Мунье вернулся во Францию. Бонапарт назначил его префектом департамента Иль и Вилен и в 1805 году государственным советником.
Мунье умер в Париже 28 января 1806 года.